# Fischbachtal
Fischbachtal er en kommune i Kreis Darmstadt-Dieburg i den tyske delstat Hessen.

## Kommunalvalg 2011
| Parti                                 | Procent |
| ------------------------------------- | ------- |
| SPD                                   | 43,2    |
| CDU                                   | 24,0    |
| Bündnis 90/Die Grünen                 | 12,8    |
| Freie Wählergemeinschaft Fischbachtal | 20,1    |